# Марс Сайънс Лаборътори
Марс Сайънс Лаборътори (МСЛ) (на английски: Mars Science Laboratory (MSL)) е космическа мисия на НАСА, с която на 6 август 2012 г. успешно се спуска марсохода „Кюриосити“ в кратера Гейл на планета Марс. Кюриосити е изстрелян от Земята с ракетата Атлас V 541 на 26 ноември 2011 г.
Основните му цели са да проучи доколко Марс е пригоден за живот, като изучава неговия климат и геология, и събира информация за бъдещ пилотируем полет до Марс. Кюриосити носи със себе си множество научни инструменти, които са съзадени от международен научен екип.

## Мисията
„Кюриосити“ е пет пъти по-тежък и два пъти по-широк от Спирит и Опъртюнити, които се приземяват през 2004 г. Кюриосити носи със себе си десет пъти по-масивно научно оборудване. МСЛ успешно извършва по-точно кацане от предшестващите го космически мисии, като каца в участък 7 на 20 km
 в кратера Гейл. МСЛ каца само на 2,4 km от центъра на таргетния участък. Тази територия се намира в близост до планината Еолида. Планира се марсоходът да има операционен живот от поне 667 земни дни (1 марсианска година) и да изследва марсианската повърхност на разстояние от 5 до 20 km от участъка на кацане.
 НАСА очаква Кюриосити да функционира поне до тестовия лимит на съставните си части, който е четири години.
Мисията на „Кюриосити“ е част от Марс Експлорейшън програм, дългосрочна научна програма за изследване на Марс с безпилотни космически апарати, ръководена от Лабораторията за реактивно движение и Калифорнийския технологичен институт. Общата стойност на проекта МСЛ е 2,5 млрд. щ.д. Германия участва в него с 3,1 млн. щ.д.
Предишни успешни марсоходи са Спирит, Опъртюнити и Sojourner от мисисята на Марс Патфайндър.

## Цели и задачи
Марс Сайънс Лаборътори има четири основни научни цели: Определяне на пригодността за живот около участъка на кацане включително наличието на Вода, изучаване на климата и геологията на Марс. Освен това мисията е полезна подготовка за пилотируем полет до Марс.
За да достигне целите си, МСЛ има осем научни задачи:
Биологични
- (1) Определяне и описване на наличните органични съединения
- (2) Търсене на градивните елементи на живота (въглерод, водород, азот, кислород, фосфор и сяра)
- (3) Идентифициране на следи, които могат да предполагат ефекти от биологични процеси (биоследи)

Геологични и геохимични
- (4) Проучване на химичните, изотопните и минераложките съставки в марсианската повърхност
- (5) Проучване на процесите, които са формирали и изменили скалите и почвите на Марс

Планетарни процеси
- (6) Оценяване на дългосрочните еволюционни процеси в марсианската атмосфера
- (7) Определяне на сегашното състояние, разпределение и цикъл на водата и въглеродния диоксид

Радиация на повърхността
- (8) Характеризиране на широк спектър от повърхностна радиация, включително галактически лъчения, космически лъчения, слънчеви бури и високоенергийни неутрони

Като част от изследванията се включва и излагането на радиация на вътрешността на космическия апарат по време на пътуването до Марс и продължението на радиационните измервания по време на придвижването на марсохода по марсианската повърхност. Тази информация е важна за бъдещ пилотируем полет.

## Конструкция и спецификации на мисията

### Космически апарат
Общата маса на космическата система при изстрелването е 3893 kg. Тя е съставена от междупланетен модул напълнен с гориво на Земята (539 kg), спускаем модул за навлизане в атмосферата (2401 kg + 390 kg пропелант) и марсоход (899 kg) с напълно вградено научно оборудване.
МСЛ включва специфични прибори за космическия полет включително и използването по време на полета на един от научните инструменти на марсохода – Детектор за оценка на радиацията (Radiation assessment detector (RAD)).
- Спускаем модул на МСЛ: Негова главна цел е измерване на аеротермалната обстановка, тестване на топлинния щит, ориентацията на апарата и атмосферната плътност при спускането и отделянето на топлинния щит от МСЛ. Цялото оборудване е поместено в топлинния щит на МСЛ. Получената информация ще послужи за бъдещи мисии и ще изясни точния модел за бъдещи спускаеми модули до Марс.

### Марсоход
Марсоходът Кюриосити има маса 899 kg и може да измине до 90 m на час с помощта на своите 6 колела. Захранването идва от радиоизотопния термоелектрически генератор (RTG), а комуникацията се осъществява чрез ултракъси и честотни вълни от Х-диапазона.
Компютри: Марсоходът има два идентични бордови компютъра, наречени „Rover Compute Element“ (RCE). Те съдържат памет, модифицирана да издържа на екстремалната радиация в космоса и имат защита от прекъсване на захранването. Всяка компютърна памет съдържа 256 KB EEPROM, 256 MB DRAM и 2 GB флаш-памет. Това може да се сравни с 3 MB EEPROM, 128 MB DRAM и 256 MB флаш-памет, използвани при марсоходите от Марс Ескплорейшън Роувърс (МЕР).
Компютрите RCE използват процесори RAD750 (наследник на RAD6000 използвани при МЕР) работещи на 200MHz. Централния процесор RAD750 има възможност да възпроизведе до 400 MIPS (милиони инструкции в секунда), докато RAD6000 възпроизвежда само до 35 MIPS. Единият от двата бордови компютъра е конфигуриран като резервен и ще се включи само при авария на основния компютър.
Марсоходът притежава инерционна измервателна единица (Inertial Measurement Unit (IMU)), предаваща 3-осева информация за неговата позиция, която се използва за навигация. Бордовите компютри извършват постоянно самонаблюдение над марсохода, за да го поддържат функциониращ, като например регулиране на температура му. Дейности като заснемане на снимки, управление на марсохода и опериране с научните инструменти се извършват в командна последователност, изпратена от екипа на полета от Земята.
На Кюриосити работи операционна система „VxWorks“, създадена от компания Уинд Ривър Систъмс. По време на пътуването до Марс „VxWorks“ работи с приложения, отдадени на навигацията и управлението на полета. Също така операционната система има програмирана софтуерна последователност за справяне със сложността на навлизането на спускаемия модул в атмосферата на Марс. След кацане приложенията са заменени със софтуерни такива за движение на марсохода по повърхността на Марс и изпълнението на научни дейности.

### Научно оборудване
Основната стартегия на анализа започва с камерите, които търсят интересни особености от релефа. Ако намери част от релефа представляваща интерес, Кюриосити може да вапоризира малка част с инфрачервен лазер и от получената спектрална следа може да установи елементното съдържание на дадената скална проба. Ако следата изглежда интригуваща марсоходът може да използва роботизираната си ръка за да обърне пробата и да я изследва с микроскоп и рентгеново лъчев спектрометър. Ако пробата трябва да премине по-нататъшен анализ, Кюриосити може да пробие скалата и да достави прахообразна проба до научните инструменти „Анализиране на проби на Марс“ (SAM) и „ЧеМин“, които представляват аналитични лаборатории във вътрешността на марсохода.

- Рентгеноволъчев спектрометър на алфа частици (Alpha-particle X-ray spectrometer (APXS)): Това устройство може да облъчва проби с алфа частици и да картографира спектъра от рентгенови лъчения, които са преизлъчени, за да определи елементното съдържание на пробите.
- ЧеМин: (CheMin) ЧеМин е съкращение от английските думи за химия и минералогия и представлява рентгенодифракционен и рентгенофлуоресцентен анализатор.[31][32][33] Той ще определи количеството на минералите в скалите и почвите и тогава ще оцени участието на водата в тяхното формиране, утаяване и изменение.[32] В допълнение информацията, получена от изследванията на този инструмент ще бъде полезна в търсенето на минерални биоследи, енергийни източници за живот или индикатори за предишен живот на Марс.[31][32]
- Анализатор на проби на Марс (SAM): Този научен инструмент ще анализира органични съединения и газове както от атмосферата така и от почвата и скалите.[29][30] Това включва определяне на съотношението на кислородни и въглеродни изотопи във въглеродния диоксид (CO2) и метанът в атмосферата на Марс, за да може да разграничи техния геохимичен и биологичен произход.[29][34][35]

- Детектор за оценка на радиацията (RAD) Този научен инструмент е първият включен на МСЛ. Както по време на междупланетния полет така и на повърхността на Марс той ще изследва радиационния фон в марсианската среда. Включен веднага след изстрелването инструментът засича няколко радиационни лъчения от Слънцето.[36]

## История
НАСА призовава за предложения за научното оборудване на марсохода през април 2004 г. и общо осем предложения са избрани до 14 декември същата година. Проектирането и тестването на компонентите започва към края на 2004 г., като тестването включва и монопропелантен двигател, създаден от Аероджет.
Към ноември 2008 г. повечето софтуерни и хардуерни компоненти са завършени и тестването им продължава. Към този момент преразходът на бюджета възлиза на около 400 млн. щ.д. През следващия месец НАСА обявява, че изтегля изстрелването за края на 2011 г. заради недостатъчно време за тестове.

Между 23 и 29 март 2009 г. след обществено гласуване са определени 9 финалисти за име на марсохода (Adventure, Amelia, Journey, Perception, Pursuit, Sunrise, Vision, Wonder, и Curiosity) чрез анкета на уебсайта на НАСА. На 27 май е обявено и името, което ще носи новият марсоход – „Curiosity“ („Кюриосити“, в превод на български език „Любопитство“). Името е предложено в конкурс за есета от Клара Ма, шестокласничка от Канзас.
| “ | Любопитството е страстта, която ни движи във всекидневния живот. Ние станахме изследователи и учени с нашата нужда да задаваме въпроси и да се учудваме. | ” |

МСЛ е изстрелян с ракета-носител Атлас V от Кейп Канаверъл на 26 ноември 2012 г. На 11 януари 2012 г. апаратът успешно прецизира траекторията си чрез поредица от 3-часови изстрелвания на двигателите си, с което съкращава времето за кацане на марсохода с 14 часа.
Кюриосити каца успешно в предвидената площадка в кратера Гейл в 05:17:57.3 UTC на 6 август 2012,
 след което изпраща изображание чрез Хазкам, за да се потвърди ориентацията на марсохода. Заради разстоянието между Земята и Марс по време на кацането и заради ограничената скорост на радио сигналите, кацането не е потвърдено на Земята в следващите 14 минути. Орбиталният апарат Марс Риконисънс Орбитър изпраща изображение на Кюриосити, докато се спуска с парашут към планетата.
Шестима от старшите членове на научния екип на мисията правят пресконференция няколко часа след кацането. Членовете от научния екип са Джон Грунсфелд, сътрудник и администартор в НАСА, Чарлс Елахи, Питър Тейсингър, Ричард Кук, Адам Щелтзнер, и Джон Гротзингър.

### Избиране на място за кацане
Оценени са над 60 евентуални места за кацане и в края на юли 2011 г. е избран ударният кратер Гейл. Основната цел при избирането на място за кацане е идентифицирането на геологична среда или среди, които биха могли да поддържат микробиологичен живот. Научен екип е търсил място, което би спомогнало с широка разновидност на вероятни научни обекти. Предпочитано е било място с изобилие на морфологични и минералоложки доказателства за наличие на вода в миналото.